# Leptodactylus sabanensis
Leptodactylus sabanensis es una especie de ránidos de la familia Leptodactylidae.

## Distribución geográfica
Se encuentra en Venezuela y, posiblemente también, al Brasil y Guyana.

## Estado de conservación
Se encuentra amenazada de extinción por la pérdida de su hábitat natural.